# 2001年バンクーバー地区ネット改編
2001年バンクーバー地区ネット改編（英語: 2001 Vancouver TV realignment）では、カナダ・ブリティッシュコロンビア州バンクーバーおよびビクトリア地区で2001年に実施された地上波テレビ放送のネット改編について述べる。
2001年に実施された改編では、この地域のテレビ放送地上局ほとんど全局が影響を受けることとなった。これは北米でのテレビ業界史上で最大規模のネット改編となり、カナダのみならずアメリカ合衆国の局にもいくつかの影響を与えることになった。

## 背景
改編の経緯は、キャンウェスト・グローバルがウェスタン・インターナショナル・コミュニケーションズ社（WIC）を2000年に買収したことから始まる。キャンウェスト・グローバル系列の独立局（資本関係はあったがネット系列ではなかった）を傘下のグローバルテレビジョンネットワークか、新たに結成した「CHネットワーク（現在のE!エンターテインメント・テレビジョン）」のどちらかに組み入れることになった。前者の場合ではかつてモントリオールのCTV系列局（CFCF）がCTVネットワークに売却され、ネット直営局（owned-and-operated station (O&O)）となったのと類似のケースを指す。
キャンウェスト・グローバルの買収は、カナダ国内でも有数の有利な条件を引き出すこととなり、この地域でのCTV系列局にして最も視聴率の高いテレビ局であったCHAN-DT（BCTVとして知られていた）を手中に収めることとなった。
CHANとCTVネットワークとの関係は、改編前からうまくいっていなかった。過去からCHANや他の西部の系列局は、特にトロントの旗艦局CFTOなど東部の局が、報道・娯楽部門共に制作や編成面で有利になるよう運営していることについて、大変不満を持っていた。そのためCTVへの要望が受けられないこともあり、1993年の段階では、CHANの夕方のニュース番組枠では、CTVニュースではなくWIC系列局として独自に制作した「Canada Tonight」を放送したりした。
さらに1997年、当時のCFTOの親会社で、全国のCTV系列局を買収し強化していたバトン・ブロードキャスティングが、CTVネットワークそのものを手中に収め、その後すぐにバトン社の組織改編を行った際に、CHANとCTVネットワークとの関係悪化が表面化した。同年にバトン社はバンクーバーに新局CIVT（旧称Vancouver TV, VTV）を開局した。これにより、CTVは2つのテレビ局を持つことになり、既存契約の元では基本編成は直営局と系列局共に放送し、個別のケースを除いてCTVローカル制作番組は直営局のみで放送することとなった。
カナダ全国的に見ると他地域では既に直営局・系列局の区分はなくほとんどの場合直営局であったが、バンクーバーやビクトリアではCTV全国放送番組はCHANで、CTVローカル制作番組は直営局CIVTで放送されていた（またCHANのビクトリアにおける姉妹局CHEKもCTV系列局でありCHANと同じ内容を流していたが、バンクーバーの放送局の電波はビクトリアでも視聴出来る（その逆も同じ）ため、CTVは時間帯や曜日でネット番組の放送をCHANとCHEKで交互に受け持たせた）。
つまり、CIVT開局以降の4年間、CHANとCIVTはCTV番組の放映権を巡り競合局となり、CTVは資本関係の希薄なCHANを不利に扱いCIVTでの視聴率獲得に力を入れることが多かった。そのためキャンウェスト・グローバルが正式に発表する前から、大方の予想通り、系列関係の解消に合わせCTVネット番組はすべてCHANおよびCHEKからCIVTに移管されることとなった。
そして、WICの買収の結果、グローバルはCHANの所有権を獲得し、当時競争力の弱かったグローバル系列の直営局CKVUよりもCHANを活用することに決定。カナダ・ラジオテレビ通信委員会（CRTC）のメディア所有集中防止規定により、グローバルはCKVUを所有し続けられなくなり売却を決定。2001年にグローバルはCKVUをCHUMに1億2500万ドルで売却すると発表した。
CHANおよびCHEKのCTV系列契約は2000年に終了予定だったが、地域のメディア業界周辺の事情により2001年9月1日まで延長され、その日がネット改編の実行日となった。

## ネット改編前後の系列
| コールサイン | チャンネル | 旧系列                           | 新系列                                                       | 備考 |
| ------------ | ---------- | -------------------------------- | ------------------------------------------------------------ | --- |
| CHEK-TV      | 6          | CTV                              | CH（後のE!エンターテインメント・テレビジョン）、のちに独立局 | CHは2007年秋にE!エンターテインメント・テレビジョンに改称。2009年秋、E!エンターテインメント・テレビジョンの消滅とともに、独立局となった。 |
| CHAN-TV      | 8          | CTV                              | グローバル                                                   | CHEK-TVとCTV系列放映権を共有 |
| CKVU-TV      | 10         | グローバル                       | 一時独立局、後にシティーTV系列局                             | キャンウェストからCHUMへの買収手続き期間のみ名目上独立局となっていた。                                                                   |
| KVOS-TV      | 12         | 独立局・一部シティーTV番組を放映 | 独立局                                                       | 米国ワシントン州ベリンハムでの放送局だが、バンクーバー、ビクトリア向けに放送。一部シティーTVの番組を放映。                               |
| CIVT-TV      | 32         | 独立局                           | CTV                                                          | 既にCTV直営だったが、改編前は「Vancouver Television（略称'VTV）」名義で独立局として運営されていた。                                      |
| CIVI-TV      | 53         | 新規開局                         | ニューネット                                                 | 2001年10月に「The New VI」として開局、2005年8月に「Aチャンネル」と改称、さらに2008年8月に「CTV Two」と改称。                             |
| CHNU-TV      | 66         | 新規開局                         | NOWTV                                                        | 2001年9月に「NOWTV」として開局、その後2005年に「OMNI 10」と改称、さらに2007年に「CHNU 10」、2008年に「Joytv 10」と改称された。           |

このネット改編前後で影響のなかった局は、CBCのCBUTとその仏語系SRCのCBUFTのみであった。現在のCHNM-TVは、ネット改編時点でまだ開局していなかった。